# Tokugawa Mochinaga
Tokugawa Mochinaga (徳川茂徳, né le 11 juin 1831, mort le 6 mars 1884) est un samouraï, figure influente pendant la période du Bakumatsu. Fils de Matsudaira Yoshitatsu du domaine de Takasu, il a trois frères, le célèbre Matsudaira Katamori, Matsudaira Sadaaki, et Yoshikatsu Tokugawa. Ensemble, les quatre hommes sont surnommés les Takasu yon-kyōdai (高須四兄弟), ou les « quatre frères de Takasu. » Servant initialement en tant que daimyo de son domaine natal Takasu, puis du domaine d'Owari, Mochinaga démissionne pour accéder à la tête de la branche familiale des Hitotsubashi de la maison des Tokugawa. Figure importante pendant la période du Bakumatsu, il se retire de la tête de la famille en faveur de son fils Satomichi Tokugawa.

## Source de la traduction
- (en) Cet article est partiellement ou en totalité issu de l’article de Wikipédia en anglais intitulé « Tokugawa Mochinaga » (voir la liste des auteurs).